# Chilotomina bergeali
Chilotomina bergeali es un coleóptero de la familia Chrysomelidae.
Fue descrita científicamente en 2000 por Warchalowski.